# Communauté de communes Fil de Loire
La communauté de communes Fil de Loire est une ancienne communauté de communes française, située dans le département de la Nièvre et la région Bourgogne-Franche-Comté.

## Histoire
Elle fusionne avec la communauté de communes du Sud-Nivernais pour former la communauté de communes Sud Nivernais au 1er janvier 2017.
| Période   | Identité       | Qualité |
| --------- | -------------- | ------- |
| 2008⇔2016 | Michel Moreau  |         |
| ⇔2008     | Georges Eymery |         |

## Composition
Elle était composée des communes suivantes :
1. Béard
2. Druy-Parigny
3. Imphy
4. Saint-Ouen-sur-Loire

## Sources
- Le SPLAF (Site sur la Population et les Limites Administratives de la France)
- La base ASPIC